# Graham Barrett
Pour les articles homonymes, voir Barrett.
Graham Barrett, né le 6 octobre 1981 à Dublin est un footballeur international irlandais, qui évolue au poste d'attaquant. Il a joué essentiellement au sein d'équipes anglaises avant de terminer sa carrière aux Shamrock Rovers. Il compte six sélections en équipe d'Irlande.
Barrett a marqué deux buts lors de ses six sélections avec l'équipe de république d'Irlande entre 2002 et 2004.

## Carrière
- 1998-2003 : Arsenal  Angleterre
- 2000-2001 : Bristol Rovers  Écosse
- 2001 : Crewe Alexandra  Angleterre
- 2001-2002 : Colchester United  Angleterre
- 2002-2003 : Brighton and Hove Albion  Angleterre
- 2003-2006 : Coventry City  Angleterre
- 2005 : Sheffield Wednesday  Angleterre
- 2005-2006 : Livingston FC  Écosse
- 2006-2009 : Falkirk  Écosse
- 2009 : St. Johnstone  Écosse
- 2009-2010: Shamrock Rovers  Irlande

## Palmarès

### En club
Avec Arsenal
- FA Youth Cup
  - Vainqueur en 2000

Avec les Shamrock Rovers
- Championnat d'Irlande
  - Vainqueur en 2010

### En équipe nationale
- Championnat d'Europe de football des moins de 16 ans
  - Vainqueur en 1998.